# Alejandro Guido
Alejandro Eugenio Guido Pérez (ur. 22 marca 1994 w San Diego) – amerykański piłkarz pochodzenia meksykańskiego występujący na pozycji defensywnego pomocnika, zawodnik San Diego Loyal SC (wypożyczony z Los Angeles FC).

## Kariera klubowa
Guido, syn meksykańskich imigrantów, pochodzi z położonego na granicy z Meksykiem miasta San Diego w stanie Kalifornia. Uczęszczał do Mater Dei Catholic High School w Chula Vista, a karierę piłkarską rozpoczynał w lokalnej amatorskiej drużynie Chula Vista Aztecs. W sierpniu 2011 przebywał na testach w holenderskim SBV Vitesse, zaś 21 marca 2012 podpisał profesjonalny kontrakt z meksykańskim Club Tijuana. W pierwszym zespole premierowy mecz rozegrał jako osiemnastolatek, za kadencji argentyńskiego trenera Antonio Mohameda 15 sierpnia 2012 na stadionie Estadio Miguel Alemán Valdés (Celaya) z Celayą (2:1) w rozgrywkach krajowego pucharu (Copa MX). W latach 2013–2014 wypożyczony był do Dorados de Sinaloa z Ascenso MX. W Liga MX dał mu jednak zadebiutować dopiero półtora roku później wenezuelski szkoleniowiec César Farías, 7 marca 2014 na stadionie Estadio Caliente (Tijuana) w wygranym 2:0 spotkaniu z Guadalajarą. W grudniu 2015 zawodnik zerwał więzadła krzyżowe, w wyniku czego musiał pauzować przez pół roku.
27 lutego 2019 amerykański klub Los Angeles FC, który występuje w Major League Soccer ogłosił podpisanie umowy z pomocnikiem Alejandro Guido. 1 września 2020 został wypożyczony do San Diego Loyal SC z USL Championship.

### Kariera reprezentacyjna
Dysponujący podwójnym – amerykańskim i meksykańskim – obywatelstwem Guido zdecydował się na występy w reprezentacji Stanów Zjednoczonych. W 2011 roku został powołany przez kolumbijskiego szkoleniowca Wilmera Cabrerę do reprezentacji Stanów Zjednoczonych U-17 na Mistrzostwa Ameryki Północnej U-17. Tam był jednym z ważniejszych zawodników drużyny, rozgrywając trzy z pięciu możliwych meczów (wszystkie w wyjściowym składzie) i wpisał się na listę strzelców w ćwierćfinale z Salwadorem (3:2), zaś jego kadra triumfowała ostatecznie w tych rozgrywkach po pokonaniu w finale po dogrywce Kanady (3:0). Kilka miesięcy później znalazł się w składzie na Mistrzostwa Świata U-17 w Meksyku, gdzie również był kluczowym graczem swojego zespołu i rozegrał w niej wszystkie cztery spotkania w pierwszym składzie, zdobywając gola w konfrontacji fazy grupowej z Czechami (3:0). Amerykanie odpadli natomiast z młodzieżowego mundialu w 1/8 finału, ulegając w nim Niemcom (0:4).

## Statystyki

### Klubowe
Stan na 15 października 2020
| Sezon     | Klub               | Kraj              | Rozgrywki           | Mecze | Bramki |
| --------- | ------------------ | ----------------- | ------------------- | ----- | ------ |
| 2012/2013 | Club Tijuana       | Meksyk            | Liga MX             | 0     | 0      |
| 2013/2014 | Club Tijuana       | Meksyk            | Liga MX             | 2     | 0      |
| 2013/2014 | Dorados de Sinaloa | Meksyk            | Ascenso MX          | 0     | 0      |
| 2014/2015 | Club Tijuana       | Meksyk            | Liga MX             | 3     | 0      |
| 2015/2016 | Club Tijuana       | Meksyk            | Liga MX             | 5     | 0      |
| 2016/2017 | Club Tijuana       | Meksyk            | Liga MX             | 0     | 0      |
| 2017/2018 | Club Tijuana       | Meksyk            | Liga MX             | 21    | 0      |
| 2018/2019 | Club Tijuana       | Meksyk            | Liga MX             | 2     | 0      |
| 2019      | Los Angeles FC     | Stany Zjednoczone | Major League Soccer | 0     | 0      |
| 2020      | Los Angeles FC     | Stany Zjednoczone | Major League Soccer | 0     | 0      |
| 2020      | San Diego Loyal SC | Stany Zjednoczone | USL Championship    | 6     | 2      |